# ناحیه کامپرامیس، شهرستان شمپین، ایلینوی
ناحیه کامپرامیس، شهرستان شمپین، ایلینوی (به انگلیسی: Compromise Township) یک منطقهٔ مسکونی در ایالات متحده آمریکا است که در شهرستان شمپین، ایلینوی واقع شده‌است. ناحیه کامپرامیس ۱٬۴۶۳ نفر جمعیت دارد و ۲۱۶ متر بالاتر از سطح دریا واقع شده‌است.